# Чемпіонат світу з легкої атлетики 2019 — біг на 10000 метрів (чоловіки)

Фініш забігу

Змагання з бігу на 10000 метрів серед чоловіків на Чемпіонаті світу з легкої атлетики 2019 у Досі проходили 6 жовтня на стадіоні «Халіфа».

## Напередодні старту
На початок змагань основні рекордні результати були такими:
| WR | Кененіса Бекеле (ETH) | 26.17,53 | Брюссель | 26 серпня 2005 |
| CR | Кененіса Бекеле (ETH) | 26.46,31 | Берлін   | 17 серпня 2009 |
| WL | Хагос Гебрхівет (ETH) | 26.48,95 | Генгело  | 17 липня 2019  |

Увага в межах чоловічої «десятки» в Досі була в основному прикута до переможця цьогорічної Діамантової ліги з бігу на 5000 метрів угандійця Джошуа Чептегеї та лідера сезону ефіопа Хагоса Гебрхівета.

## Результати
У фіналі основна боротьба на фініші розгорнулась між Джошуа Чептегеї та Йоміфом Кеджельчею, переможцем в якій став Чептегеї.
| Місце | Атлет                       | Час      | Примітки |
| ----- | --------------------------- | -------- | -------- |
| 1     | Джошуа Чептегеї (UGA)       | 26.48,36 | WL       |
| 2     | Йоміф Кеджельча (ETH)       | 26.49,34 | PB       |
| 3     | Ронекс Кіпруто (KEN)        | 26.50,32 |          |
| 4     | Роджерс Квемой (KEN)        | 26.55,36 | PB       |
| 5     | Андамлак Беліху (ETH)       | 26.56,71 |          |
| 6     | Мохаммед Ахмед (CAN)        | 26.59,35 | NR       |
| 7     | Лопес Ломонг (USA)          | 27.04,72 | PB       |
| 8     | Єманеберхан Кріппа (ITA)    | 27.10,76 | NR       |
| 9     | Хагос Гебрхівет (ETH)       | 27.11,37 |          |
| 10    | Шадрак Кіпчірчір (USA)      | 27.24,74 | SB       |
| 11    | Алекс Коріо (KEN)           | 27.28,74 | PB       |
| 12    | Сондре Муен (NOR)           | 28.02,18 |          |
| 13    | Леонард Корір (USA)         | 28.05,73 |          |
| 14    | Суф'ян Бушикі (BEL)         | 28.15,43 |          |
| 15    | Арон Кіфле (ERI)            | 28.16,74 |          |
| 16    | Родріге Квізера (BDI)       | 28.21,92 | PB       |
| 17    | Абдаллах Манде (UGA)        | 28.31,49 |          |
| 18    | Онесфоре Нзіквінкунда (BDI) | 29.11,50 |          |
| —     | Гассан Чані (BHR)           | —        | DNF      |
| —     | Тьєррі Ндікумвенайо (BDI)   | —        | DNF      |
| —     | Жульєн Вандерс (CHE)        | —        | DNF      |